# 청화백자

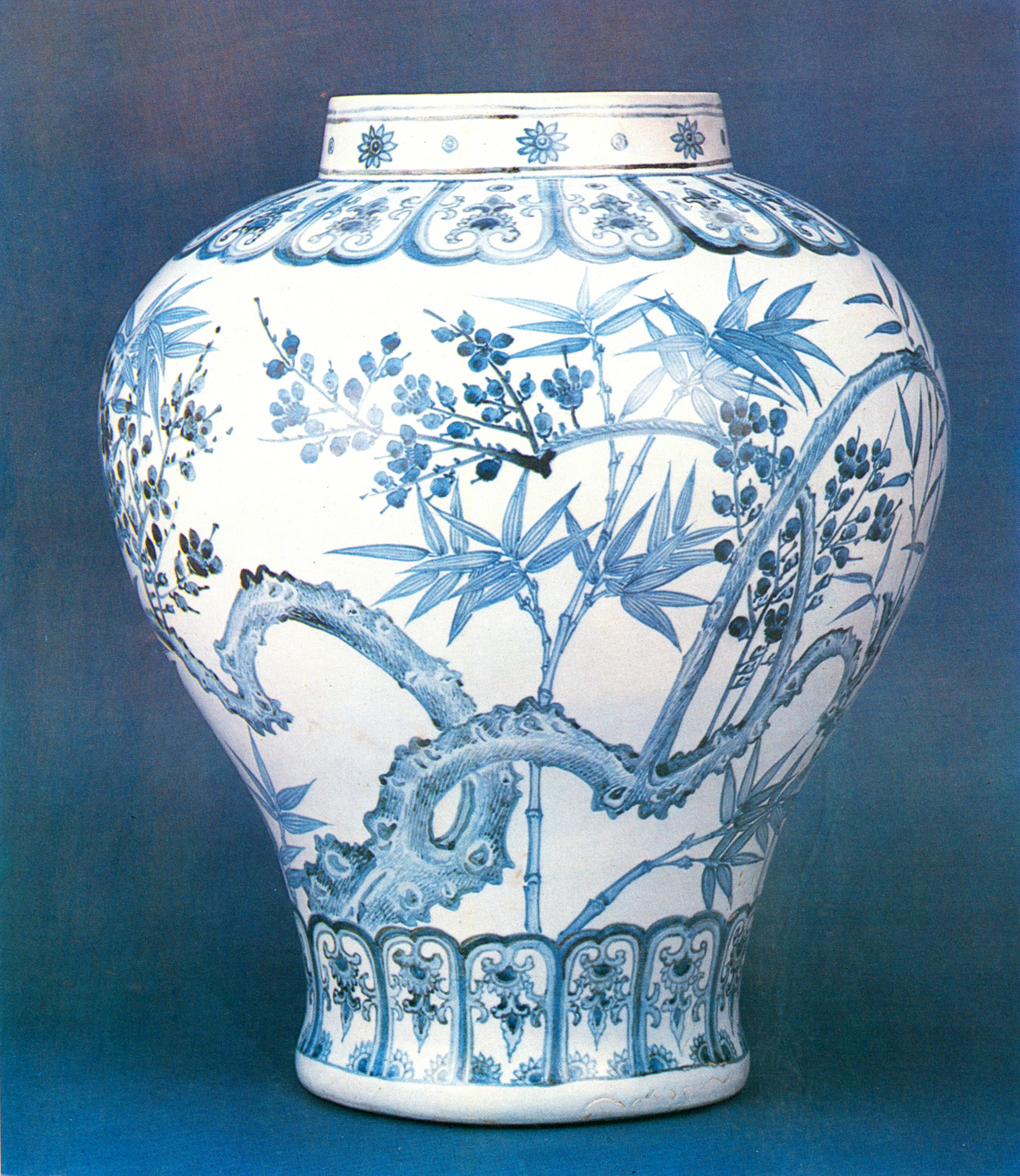
대한민국의 국보 제219호 백자 청화매죽문 항아리

청화백자(靑華白磁, 영어: Cheonghwa Baekja)는 조선시대 후기 청화백자 시대에 주류를 이루었던 백자기이다. 태토 위에 청료로 무늬를 그리고 그 위에 철분이 섞인 장석유를 덮어 구은 것으로 중국에서는 유이청, 청화백자, 일본에서는 소메스키라고 부르고 있고, 한국의 옛 기록에는 청화백자, 청화사기, 화기, 화자기 등으로 나와 있다.
한국에서 청화백자가 생산된 최초의 확실한 기록은 조선 세조 10년(1465년)으로 거슬러 오르는데 이 때에 순천에서 국산 안료인 토청(土靑)이 채취되어 그것으로 청화백자를 만들었다. 따라서 청화백자의 발생시기는 15세기 중엽으로 보게 되는데 그 생산의 중심인 광주관요의 변천을 기초로 초기, 중기, 후기의 3기로 구분할 수 있다.

## 시대

### 초기
15세기 중엽-16세기말의 기간을 청화백자의 초기라고 말할 수 있겠는데 이 시기의 청화자기는 속칭 고청화(古靑華) 또는 일본말로 고소메(古深)로 불린다. 이 고청화는 현재 유품이 적어 정확한 연대를 단정할 수 없으나 원나라 말기나 명나라 초기, 특히 선덕(宣德) 연간의 청화자기에 나오는 당초문을 그린 것이 계통상 가장 오랜 고청화로 보인다. 16세기로 접어들면 유(釉)가 고른 담청색(淡靑色)의 발전된 청화자기가 나오며 무늬에 있어서도 전대 명나라의 모방에서 벗어나 조선시대 특유한 이른바 추초문(秋草紋)을 그리게 되고 기형에 있어서도 어깨(肩部)가 누그러지고 아랫부분이 곡선이 된다든지 목 부분(頸部)이 수직이면서 몸뚱이(器身)의 곡선과 잘 연결되는 등의 변화가 보인다. 시문(施紋)에 있어서도 특징있는 사능화형(四稜花形)을 무늬의 테두리로 하는 이른바 창화(窓畵) 방법과 테두리 없이 아랫부분에 수평으로 외줄(短線)을 돌리고 그 위에 각종 초화문(草花紋)을 그리는 두 가지 방법이 있다. 이들 그림은 회청(回靑)을 적당히 바른 가는 붓으로 간결하게 그려져 있어 비장식적인 조선시대 자기의 기본이념에 합당한다. 전반적으로 이 시기의 청화백자들이 깊이 있는 안정된 유조(釉調), 담담하고 한정(限定)된 청화문, 볼륨있는 부드러운 기형이 합쳐서 후기 청화자기에서 볼 수 없는 독특한 미를 형성하고 있으며 고려청자와는 다른 견실한 낭만성을 보인다. 이 시기의 도요(陶窯)로는 우산리(牛山里), 도마리(道馬里), 번천리(樊川里) 등의 광주관요(廣州官窯)를 들 수 있다.

### 중기
17세기-18세기 중엽(1752년, 조선 영조 28)까지의 시기이며 초기의 광주관요들이 경안천(慶安川)을 따라 한강(漢江)쪽으로 이동하여 남종면 금사리(南終面 金砂里)에서 작업을 계속하던 약 1세기 반 동안이다. 이 시기의 자기 형태는 광구호(廣口壺)의 경우 어깨(肩部)가 팽창되어 밑으로 처져서 몸뚱이(器身)가 구체(球體)에 가깝게 되고 따라서 최대 복경(腹徑)과 저경(底徑) 또는 구경(口徑)과의 차이가 초기보다 커지고 목(頸部)이 길어지고 있다. 병(甁)의 경우는 각면(角面)으로 된 병이 특색을 보이며 접시는 안이 평평하고 주둥이(口緣部)가 외반(外反)하지 않는 형식이 많아진다. 유색(釉色)은 광택과 독특한 깊이, 윤기를 가져 성기(盛期)의 소상팔경(瀟湘八景), 십장생(十長生) 등이 있다. 이들 무늬는 중국 도자기로부터의 영향이 현저한데 시문(施紋)은 필선이 굵고 자연스러우며 감각이나 결과가, 좋은 의미에서 한국화되어 조선시대의 견실한 양감있는 기형이나 유조(釉調)와 조화되고 있는 것이 주목된다. 또 초기와는 달리 무늬를 기면 전체로 확대시키는 중국의 영향이 엿보인다.

### 후기
18세기 중엽-19세기 말(1883년)까지의 시기로서, 광주(廣州)의 분원(分院)에서 청화자기를 생산하던 마지막 고비로 들어가던 때이다. 이 분원의 화원(畵員)들은 궁중의 어기(御器)뿐만 아니라 민간에서 쓰일 일반 용기에까지 멋대로 청화를 그려 남발했고 중국에서 수입하던 회회청(回回靑) 외에 서양에서 새로이 양청(洋靑)이 풍부하게 들어와 청화자기 자체가 대량화되면서 차차 쇠퇴기로 들어서게 되었다. 녹로가 함부로 되어 표면이 고르지 못하고 유약의 색조도 천박한 회색기를 띤 백색이 되며 조선자기를 대표하는 광구호(廣口壺)의 경우 목이나 몸이 너무 길어져 불안정한 형태로 된다. 무늬는 조잡한 용문(龍紋), 봉황문(鳳凰紋), 송(松), 학(鶴)과 이른바 삼산풍경(三山風景)이라 하여 공식화된 산(山), 수(水), 선도(船圖)가 성행하며 모두 형식화되는 경향이 짙다. 그리고 청자의 영향으로 보이는 화접봉도(花蝶蜂圖), 기마인물도(騎馬人物圖), 물결무늬(海波紋), 망상문(網狀紋) 또는 배경을 박지(剝地)하고 모두 청화(靑華)로 메운 식이 나오고 있다. 기표면 전부를 모란절지(牡丹折枝) 같은 것으로 메우는 특수한 도안이 무늬의 도식화(圖式化)와 함께 후기의 새로운 특징으로 등장하는데 전반적으로 청화의 색이나 질이 저하되고 무늬도 조잡해지면서 기표면 전부를 함부로 덮는 경향으로 흘러 조선왕조의 멸망보다 20년쯤이나 앞선 1884년에 폐요(廢窯)되어 조선시대 청화의 역사는 끝난다.